# Ellen Braumüllerová
Ellen Braumüllerová (24. prosince 1910 Berlín – 10. srpna 1991 Berlín) byla atletka z Německa, která startovala hlavně v hodu oštěpem. Narodila se v Berlíně a byla mladší sestrou Inge Braumüllerové. Soutěžila za svou rodnou zemi na letních olympijských hrách v roce 1932 v Los Angeles ve Spojených státech, kde získala stříbrnou medaili v hodu oštěpem. Na těchto olympijských hrách v roce 1932 se také účastnila štafet, hodu diskem a skoků.